# ادوارد سیمونیانتس
ادوارد گریگوری سیمونیانتس (ارمنی: Էդուարդ Գրիգորի Սիմոնյանց؛  زادهٔ ۱۹۳۷ - درگذشته ۱ دسامبر ۲۰۰۵) یک فرد نظامی، و سیاستمدار اهل ارمنستان بود که از تاریخ ۱۹۹۳ تا تاریخ ۱۹۹۴ سمت فهرست رئیسان سرویس امنیت ملی ارمنستان را برعهده داشت.

## زندگی‌نامه
در ۱۹۳۷ در گروزنی به دنیا آمد .  وی در ۱ دسامبر ۲۰۰۵ در سن ۶۸ سالگی در ایروان درگذشت.